# Resolutie 117 Veiligheidsraad Verenigde Naties
Resolutie 117 van de Veiligheidsraad van de Verenigde Naties werd aangenomen op 6 september 1956. De resolutie werd door de VN-Veiligheidsraad aangenomen zonder stemming.

## Achtergrond
Hsu Mo werd op 22 oktober 1893 geboren in de China.
Op 6 februari 1946 werd hij verkozen als rechter van het Internationaal Gerechtshof. In 1948 werd hij herkozen. Zijn tweede ambtstermijn was voor negen jaar en zou op 5 februari 1958 aflopen.

## Inhoud
De Veiligheidsraad betreurde het overlijden van rechter Hsu Mo (China) op 28 juni 1956. De Veiligheidsraad merkte op dat hierdoor tot het einde van de ambtstermijn van de overledene een vacature openstond bij het Internationaal Gerechtshof, die volgens het Statuut van het Hof moest worden ingevuld. Verder werd nog opgemerkt dat de datum van de verkiezing om de vacature in te vullen moest worden bepaald door de Veiligheidsraad. Besloten dat deze verkiezing zou plaatsvinden tijdens de elfde sessie van de Algemene Vergadering.

## Verwante resoluties
- Resolutie 99 Veiligheidsraad Verenigde Naties
- Resolutie 105 Veiligheidsraad Verenigde Naties
- Resolutie 130 Veiligheidsraad Verenigde Naties
- Resolutie 137 Veiligheidsraad Verenigde Naties

Lijst ·  111 ·  112 ·  113 ·  114 ·  115 ·  116 ·  117 ·  118 ·  119 ·  120 ·  121